# Glóin
Glóin J. R. R. Tolkien A hobbit című művének egyik szereplője, de utalnak rá A Gyűrűk Ura sorozatban is, mint Gimli apja, valamint részt vesz a völgyzugolyi tanácson. Jelentős tette, hogy segített Tölgypajzsos Thorinnak visszaszerezni a törpvárost, Erebort Smaugtól, a tűzokádó sárkánytól, valamint építkezett a Smaug dúlta vidékeken, s csodás városokat hozott létre.
Glóin jó barátságban volt Zsákos Bilbóval, mikor az betörő volt a törpök csapatában (A hobbit című könyvben).

## Származása
Glóin Gróin fia volt, aki Borin unokája, aki II. Náin fia.